# Higher Power (Big Audio Dynamite)
Higher Power è un album dei Big Audio Dynamite. Fu pubblicato nel 1996 sotto il nome di "Big Audio".

## Tracce
1. Got to Wake Up - 4:51 (Mick Jones)
2. Harrow Road - 5:26 (Fisher/Hare/Jones/Stonadge)
3. Looking for a Song - 3:47 (Jones/Portaluri/Sion/Zefret)
4. Some People - 4:55 (Hawkins/Jones)
5. Slender Loris - 6:10 (Mick Jones)
6. Modern Stoneage Blues - 3:45 (Jones/Stonadge)
7. Melancholy Maybe - 5:43 (Jones/Stonadge)
8. Over the Rise - 4:57 (Mick Jones)
9. Why Is It? - 5:00 (Jones/Stonadge)
10. Moon - 6:27 (Mick Jones)
11. Lucan - 5:49 (Hawkins/Jones/Stonadge)
12. Light Up My Life - 4:35 (Mick Jones)
13. Hope - 5:38 (Jones/Stonadge)

## Formazione
- Mick Jones - voce, chitarra, produttore
- Nick Hawkins - voce, chitarra
- André Shapps - tastiere, co-produttore
- Gary Stonadge - basso, voce
- Chris Kavanagh - batteria, voce
- Mickey Custance - DJ, voce
- Ranking Roger - voce
- Aki Omari - voce
- Arthur Baker - co-produttore di Modern Stoneage Blues